# Alejandro Clara
Alejandro Federico Clara Santia (* 16. října 1990 Buenos Aires) je argentinský zápasník – judista a sambista.

## Sportovní kariéra
S judem začínal v 6 letech v rodném Buenos Aires v barriosu (čtvrti) Caballito v Clubu Italiano pod vedením Pabla Díaze. Vrcholově se připravuje ve sportovním tréninkovém centru CeNARD pod vedením Tigrana Karganjana a Gustava Pascualiniho. V argentinské mužské reprezentaci se pohybuje od roku 2009 v lehké váze do 73 kg. V roce 2012 a 2016 se na olympijské hry nekvalifikoval.
V roce 2013 reprezentoval Argentinu v zápasu sambo na Letní univerziádě v Kazani a na druhých Světových úpolových hrách v Petrohradu. V obou případech vybojoval třetí místo.

## Výsledky
| Olympijské hry          | —   |     |    |    | —  |     |     |     | —  |     |     |  |  |  |  |  |  |  |  |  |  |  |
| Mistrovství světa       |     | úč. | —  | —  |    | úč. | úč. | úč. |    | —   | —   |  |  |  |  |  |  |  |  |  |  |  |
| Panamerické hry         |     |     |    | 2. |    |     |     | 2.  |    |     |     |  |  |  |  |  |  |  |  |  |  |  |
| Panamerické mistrovství | —   | —   | 5. | 7. | 3. | 3.  | 7.  | 5.  | 7. | úč. | úč. |  |  |  |  |  |  |  |  |  |  |  |
| Jihoamerické hry        |     |     | 1. |    |    |     | 2.  |     |    |     | —   |  |  |  |  |  |  |  |  |  |  |  |
| Univerziáda             |     | —   |    | —  |    | —   |     | —   |    | úč. |     |  |  |  |  |  |  |  |  |  |  |  |
| MS juniorů              | úč. | 7.  |    |    |    |     |     |     |    |     |     |  |  |  |  |  |  |  |  |  |  |  |